# 寺内大吉記念杯競輪
寺内大吉記念杯競輪（てらうちだいきち きねんはいけいりん）は、2008年に開始された競輪の競走名の一つ。

## 概要
2008年に他界した作家・寺内大吉の生前における競輪界への功績を讃え、寺内の遺族の了解を得て、同年のKEIRINグランプリシリーズにおけるFI（S級シリーズ）開催として、平塚競輪場で第1回の開催が行われた。以後、2009年以降の各年度のKEIRINグランプリシリーズにおいても、当名称のFI開催が行われている。
また、毎年過去のKEIRINグランプリ出場者があっせんされている。

## 概定番組
通常のFI開催においては、S級7レース制とA級1・2班5レース制、計12レースを1日で行うが、当競走では後述する単発レース開催の都合上、S級のみの10レース制を採っている。また、FI開催は2020年7月以降は1レース7車立てで行われているが、当競走では1レース9車立てで行われている。
なお、現在の番組は以下の通りとなっている。ただし、KEIRINグランプリシリーズにおける開催であるため、第11レースはそれぞれのグランプリが行われる。
| 競走 番号 | 初日             | 2日目                          | 最終日           |
| 競走 番号 | 競走種別         | 競走種別                       | 競走種別         |
| --------- | ---------------- | ------------------------------ | ---------------- |
| 1         | 予選             | 一般                           | 一般             |
| 2         | 予選             | 一般                           | 一般             |
| 3         | 予選             | 一般                           | 一般             |
| 4         | 予選             | 一般                           | 選抜             |
| 5         | 予選             | 選抜                           | 選抜             |
| 6         | 予選             | 選抜                           | 選抜             |
| 7         | 予選             | 選抜                           | 特選             |
| 8         | 予選             | 準決勝 予選1-2位 初日特選1-9位 | 特選             |
| 9         | 予選             | 準決勝 予選1-2位 初日特選1-9位 | 特選             |
| 10        | 初日特選         | 準決勝 予選1-2位 初日特選1-9位 | 決勝 準決勝1-3位 |
| 11        | ヤンググランプリ | ガールズグランプリ             | KEIRINグランプリ |

## 歴代優勝者
| 回 | 開催年 | 開催場 | 優勝者   | 優勝者 |
| 回 | 開催年 | 開催場 | 氏名     | 府県   |
| -- | ------ | ------ | -------- | ------ |
| 1  | 2008年 | 平塚   | 阿部康雄 | 新潟   |
| 2  | 2009年 | 京王閣 | 井上剛   | 岡山   |
| 3  | 2010年 | 立川   | 北野武史 | 石川   |
| 4  | 2011年 | 平塚   | 後閑信一 | 東京   |
| 5  | 2012年 | 京王閣 | 勝瀬卓也 | 神奈川 |
| 6  | 2013年 | 立川   | 藤田竜矢 | 埼玉   |
| 7  | 2014年 | 岸和田 | 稲垣裕之 | 京都   |
| 8  | 2015年 | 京王閣 | 山内卓也 | 愛知   |
| 9  | 2016年 | 立川   | 杉森輝大 | 茨城   |
| 10 | 2017年 | 平塚   | 松岡貴久 | 熊本   |
| 11 | 2018年 | 静岡   | 岡村潤   | 静岡   |
| 12 | 2019年 | 立川   | 稲毛健太 | 和歌山 |
| 13 | 2020年 | 平塚   | 吉田拓矢 | 茨城   |
| 14 | 2021年 | 静岡   | 荒井崇博 | 佐賀   |
| 15 | 2022年 | 平塚   | 松井宏佑 | 神奈川 |
| 16 | 2023年 | 立川   | 小林泰正 | 群馬   |
| 17 | 2024年 | 静岡   | 伊藤颯馬 | 沖縄   |

| 回 | 開催年 | 開催場 | 優勝者   | 優勝者 |
| 回 | 開催年 | 開催場 | 氏名     | 府県   |
| -- | ------ | ------ | -------- | ------ |
| 1  | 2008年 | 平塚   | 阿部康雄 | 新潟   |
| 2  | 2009年 | 京王閣 | 井上剛   | 岡山   |
| 3  | 2010年 | 立川   | 北野武史 | 石川   |
| 4  | 2011年 | 平塚   | 後閑信一 | 東京   |
| 5  | 2012年 | 京王閣 | 勝瀬卓也 | 神奈川 |
| 6  | 2013年 | 立川   | 藤田竜矢 | 埼玉   |
| 7  | 2014年 | 岸和田 | 稲垣裕之 | 京都   |
| 8  | 2015年 | 京王閣 | 山内卓也 | 愛知   |
| 9  | 2016年 | 立川   | 杉森輝大 | 茨城   |
| 10 | 2017年 | 平塚   | 松岡貴久 | 熊本   |
| 11 | 2018年 | 静岡   | 岡村潤   | 静岡   |
| 12 | 2019年 | 立川   | 稲毛健太 | 和歌山 |
| 13 | 2020年 | 平塚   | 吉田拓矢 | 茨城   |
| 14 | 2021年 | 静岡   | 荒井崇博 | 佐賀   |
| 15 | 2022年 | 平塚   | 松井宏佑 | 神奈川 |
| 16 | 2023年 | 立川   | 小林泰正 | 群馬   |
| 17 | 2024年 | 静岡   | 伊藤颯馬 | 沖縄   |

## 決勝戦テレビ中継
2010年までは地上波、2015年まではBS日テレでも放送されていたが、2016年以降は決勝戦も含めてSPEEDチャンネルのみの中継になっている。

## 今後の開催予定
- 第18回 - 2025年（令和7年）12月28日 - 30日（平塚競輪場）